# Microcebus arnholdi
Microcebus arnholdi — вид лемуровидих приматів.

## Опис
Середнього розміру, досягає довжини голови й тіла 12,5 см і довжини хвоста від 10,6 до 13,6 см; середня вага 45 гр. Спинне хутро - суміш темно-коричневого, червонуватого й сірого, хвіст має темно-коричневу центральну смугу, яка починається біля основи і темно-коричневий на кінці. Очеревина від білого до кремового кольору з сіруватим тоном. Голова червонувато-коричнева, ніс і область навколо очей темно-коричневі. Біла смуга простягається від голого носа до ямки між очима.

## Середовище проживання
Тільки відомий на північний захід від річки Іродо, це найпівнічніший з відомих Microcebus. Цей вид живе в північному гірському тропічному лісі.

## Життя
Вони ведуть нічний і деревний спосіб життя.

## Загрози та охорона
Цей вид знаходиться під загрозою втрати і деградації середовища проживання від нестійких методів ведення сільського господарства, і від полювання. Живе в двох охоронних територіях: англ. Montagne d'Ambre National Park, Montagne d'Ambre Special Reserve